# Oleksandr Afanassjew-Tschuschbynskyj

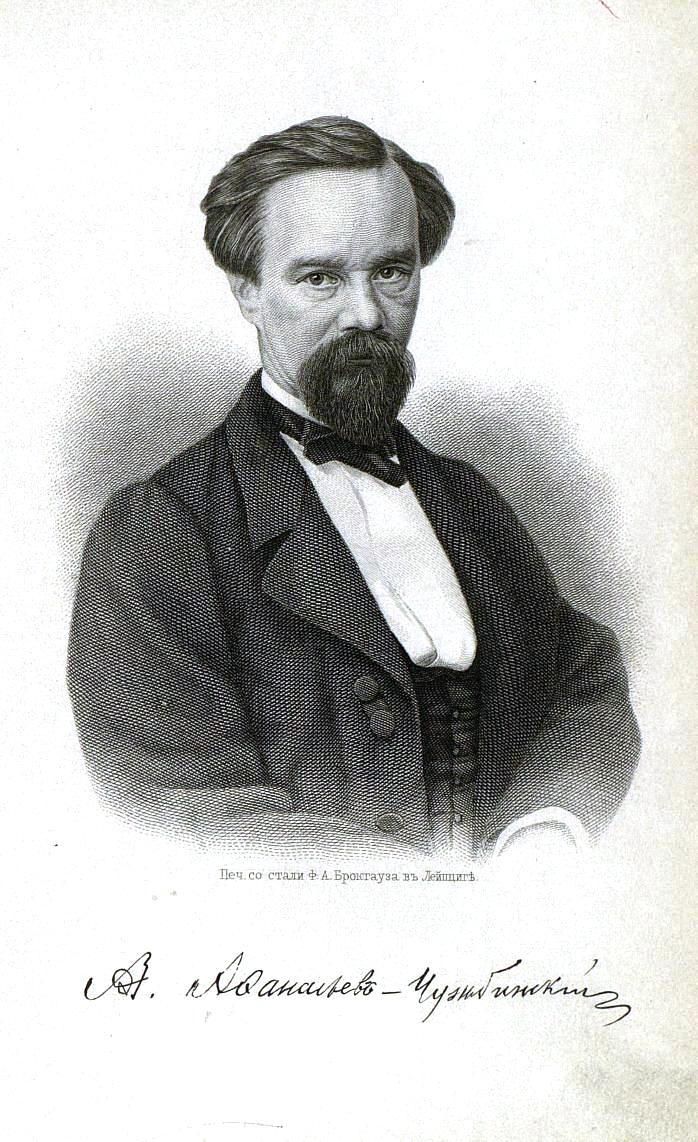
Oleksandr Afanassjew-Tschuschbynskyj (1890)

Oleksandr Stepanowytsch Afanassjew-Tschuschbynskyj (ukrainisch Олександр Степанович Афанасьєв-Чужбинський, russisch Александр Степанович Афанасьев-Чужбинский Alexander Stepanowitsch Afanassjew-Tschuschbinski; * 28. Februarjul. / 11. März 1816greg. (weiteren Quellen nach 1817) in Iskiwzi, Gouvernement Poltawa, Russisches Kaiserreich; † 6. Septemberjul. / 18. September 1875greg. in Sankt Petersburg, Russisches Kaiserreich) war ein russisch-ukrainischer Historiker, Sprachwissenschaftler, Schriftsteller und Ethnologe.

## Leben
Oleksandr Afanassjew-Tschuschbynskyj kam in Iskiwzi (Ісківці) im heutigen Rajon Lubny der ukrainischen Oblast Poltawa in eine Familie eines kleinen Landbesitzers zur Welt.
In den Jahren 1829 bis 1835 besuchte er in Nischyn das Lyzeum und anschließend diente er, zuletzt im Range eines Leutnants, von 1836 bis 1843 im Belgoroder Ulanen-Regiment. Den ukrainischen Nationaldichter Taras Schewtschenko lernte er 1843 kennen und begleitete diesen 1845/46 auf dessen Reise in die Linksufrige Ukraine. Von 1847 an arbeitete er im Amt des Gouverneurs des Gouvernements Woronesch und war der inoffizielle Herausgeber der „Woronesch Provinz-Gazette“.
Als Ethnograph nahm er an Expeditionen der russischen Marine zur Erforschung der Topographie und Ethnographie der Flussläufe und Küstengebiete in Südrussland teil und bereiste die Ufer des Dnepr und Dnister, in deren Folge er zwei Büchern veröffentlichte: „Skizzen des Dnjestr“ und „Essays am Dnjepr“.
Nach der Rückkehr von den Expeditionen lebte er in Sankt Petersburg. Dort gründete er 1864 die Zeitung „Sankt Petersburger Blatt“, redigierte das „Iskra Magazin“, war Schulinspektor von Alphabetisierungsschulen sowie Leiter des Museums der Peter-und-Paul-Festung.

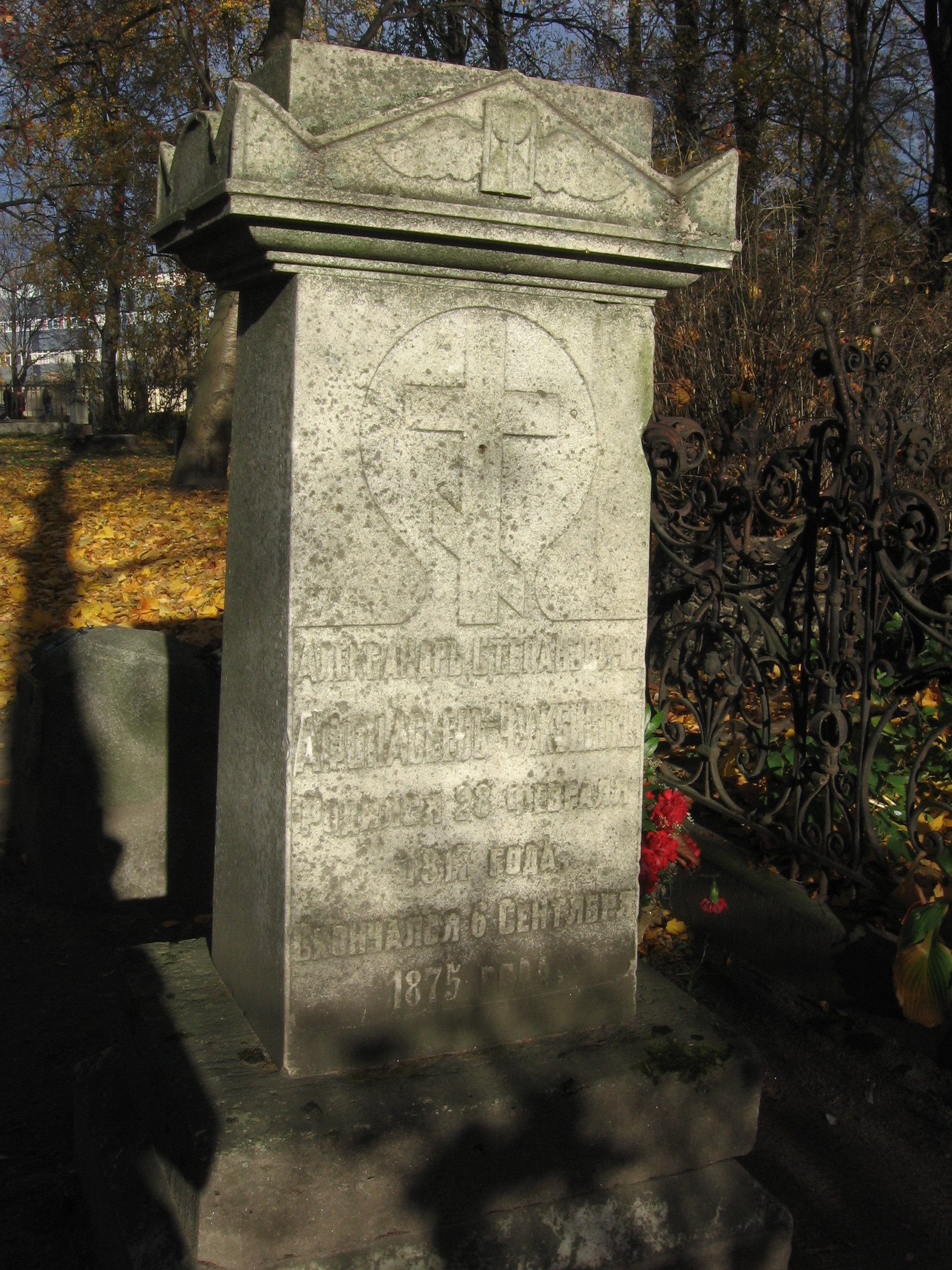
Afanassjew-Tschuschbynskyjs Grabstein zeigt 1817 als Geburtsjahr

Er übersetzt polnische, englische und französische Literatur und war Autor, zum großen Teil unter Pseudonymen, von zahlreichen Gedichten und Romanen sowie literarischer und kritischer Artikel.
Er starb 1875 in Sankt Petersburg und wurde dort auf dem Wolkowo-Friedhof bestattet.